# Transistorradio

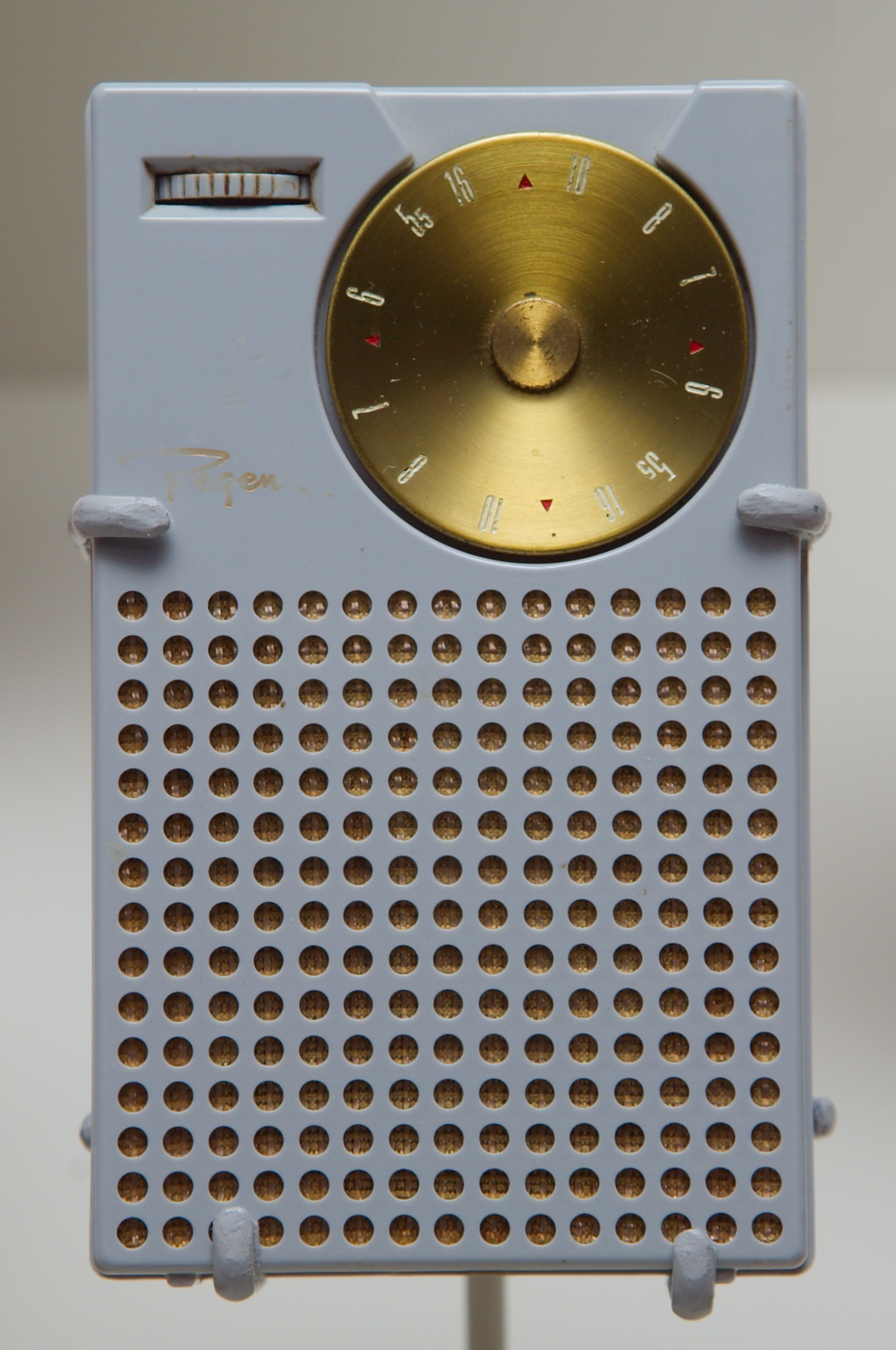
Regency TR-1 transistorradio (circa 1956)

Een transistorradio is een radio met transistors, sinds de tweede helft van de 20e eeuw de techniek in zowat alle radio's. Het is historisch de opvolger van radio's met elektronenbuizen. Transistors zijn veel kleiner, energiezuiniger, en minder kwetsbaar dan buizen. De transistorradio is daarom verkrijgbaar in draagbare versie, bruikbaar met batterijen, en veelzijdiger dan de buizenradio. Begin jaren vijftig kwamen transistors voor het eerst ruim voorhanden, waardoor de transistorradio betaalbaar en (daarmee) populair werd.
Tegenwoordig werkt elke radio op transistors. Sommige (interne) versterkers gebruiken in de eindtrap nog buizen, vooral voor het geluid, dat sommigen als warmer ervaren.

## Kleine revolutie
Na de uitvinding in 1947 van de transistor konden deze buizen vervangen worden door transistors waarmee het mogelijk werd lichte en goedkope radio's te maken. Bovendien kan een eenvoudige transistorradio met veel minder energie toch goed werken, zodat hij met batterijen gevoed kon worden. Met de komst van de transistorradio werd het dan ook eenvoudiger een radio mee te nemen. De radio verscheen op straat en in de tuin, in de werkplaats en op een bouwsteiger, in het bos en op het strand.
De mogelijkheid om een radio overal mee naartoe te nemen, heeft voor een kleine revolutie in de belevenis van muziek gezorgd. Vanaf dat moment bestaat er meer en meer de behoefte om steeds muziek bij zich te hebben. Het is dan ook niet voor niets dat de opkomst van de populaire muziek en de bijbehorende industrie tegelijk opgaat met die van de ontwikkeling van de draagbare radio.
Bovendien werden deze apparaten al snel in goedkope uitvoeringen aangeboden, waardoor ze binnen het bereik kwamen van jongeren. Een eigen radiootje op de tienerkamer werd al snel een gewoon verschijnsel. Er hoefde niet meer met ouders te worden onderhandeld over het uurtje Tijd voor Teenagers, want boven had men de hele avond de keuze uit een zeezender of Radio Luxemburg.